# Jeromos
A Jeromos a görög Hieronümosz névből származik, jelentése: szent nevű.  Női párja: Jeronima.

## Gyakorisága
Az 1990-es években szórványos név, a 2000-es években nem szerepel a 100 leggyakoribb férfinév között.

## Névnapok
- február 8.[2]
- július 20.[2]
- szeptember 30.[2]

## Idegen nyelvű változatai
| - angolul: Jerome, Hieronymus - baszkul: Jerolin - csehül: Jeroným - dánul: Jeronimus - eszperantóul: Ĝeronimo, Ĝeromo, Jeromo, Jerono, Jerun, Jeruno - franciául: Jérôme, Gérôme - görögül: Ιερώνυμος - hollandul: Hiëronymus, Jeroen - horvátul: Jeronim - izlandiul: - katalánul: Jeroni - latinul: Hieronymus - lengyelül: Hieronim | - németül: Hieronymus - olaszul: Girolamo, Gerolamo, Geronimo, Geromino - oroszul: Иероним - portugálul: Jerónimo - románul: - spanyolul: Jerónimo - svédül: Hieronymus - szlovákul: Jarolím - szlovénül: Jeronim - ukránul: Ієронім |

## Híres Jeromosok
- Szent Jeromos
- Angster Jeromos szerzetes
- Balbus Jeromos érsek
- Hieronymus Bosch németalföldi festő
- Girolamo Cardano olasz matematikus, fizikus
- Girolamo Frescobaldi olasz zeneszerző
- Jerome K. Jerome angol író
- Jerome David Salinger amerikai író
- Girolamo Savonarola